# Désiré De Haerne
 (mai 2017).
Si vous disposez d'ouvrages ou d'articles de référence ou si vous connaissez des sites web de qualité traitant du thème abordé ici, merci de compléter l'article en donnant les références utiles à sa vérifiabilité et en les liant à la section « Notes et références ».
L'abbé Désiré Pierre Antoine De Haerne, né le 4 juillet 1804 à Ypres (Belgique) et mort le 22 mars 1890 à Bruxelles, est un prêtre et homme politique belge.

## Biographie
Désiré De Haerne fait ses études secondaires au collège d'Ypres puis entre au séminaire à Gand. En 1824, il occupe le poste de professeur au collège municipal de Courtrai et y devient préfet des études. Il est ensuite titulaire de la rhétorique (classe terminale) au petit-séminaire de Roulers.
Parallèlement à cette carrière d'enseignant, il critique la politique de Guillaume Ier des Pays-Bas (notamment le monopole gouvernemental de l'enseignement, qui heurte les catholiques), en tant que rédacteur au Catholique des Pays-Bas. Cet engagement a des conséquences sur sa carrière dans l'enseignement et il est envoyé comme vicaire à Moorslede. Il devient alors un des leaders du mouvement pétitionnaire (usage du droit de pétition inscrit dans la Loi fondamentale contre la politique de Guillaume Ier). Il est fait « chevalier d'infamie » par l'ordre de l'infamie de Constantin Rodenbach.
En 1830 – il a à peine vingt-six ans – il est élu député de l'arrondissement de Roulers au Congrès national. Il siège comme secrétaire aux côtés d'Étienne de Gerlache. Il vote l'exclusion de la maison d'Orange-Nassau. De tendance républicaine, il se rallie cependant à la monarchie (il vote pour Auguste de Leuchtenberg, puis pour Léopold de Saxe-Cobourg-Gotha). Il est aussi chanoine de la collégiale de Bruxelles.
En 1831, il est élu député à la Chambre des représentants de Belgique, mais renonce à son siège, s'opposant au Traité des XVIII articles et souhaitant secourir sa province frappée par la crise du lin.  Il est alors de nouveau titulaire de la rhétorique au collège de Courtrai. Il prend la tête d'un mouvement visant à moderniser l'industrie flamande et part en France en voyage d'étude. À son retour, il promeut l'utilisation d'équipements modernes et introduit la batiste et la fabrication de mulquinerie. Il revient à la Chambre en 1844 et y siège jusqu'à sa mort. Il plaide aussi pour le développement du chemin de fer dans sa région et pour le creusement du canal Bossuit-Courtrai. Il défend l'usage du néerlandais dans l'enseignement, l'administration et la justice. En 1880, il prend part à l'inauguration de l'exposition du Cinquantenaire aux côtés de Charles Rogier.
Il œuvre au niveau international pour l'amélioration du sort des enfants sourds-muets et aveugles : il fonde et est directeur d'une école pour filles sourdes-muettes, l'Institut catholique des sourdes-muettes de Bruxelles. D'autres écoles pour sourds-muets sont fondées également en Angleterre et dans les Indes britanniques, à Bombay. Il imagine la « sténo-chirologie », langue des signes utilisant les deux mains. En 1865, il publie De l’enseignement spécial des sourds-muets considéré, dans les méthodes principales, d’après la tradition et le progrès. En 1883, il est nommé président d'un congrès international réuni à Bruxelles.

## Reconnaissance publique
Il reçoit les titres de chevalier de l'ordre de Léopold, de l'ordre de la Croix de fer, de l'ordre de Charles III d'Espagne, de la Légion d'honneur et de l'ordre du Christ.
En son honneur une statue a été élevée le 26 août 1895 sur la grand-place de Courtrai (œuvre de Paul De Vigne et Martin Van Langendonck).  Elle est déplacée en 1929 à la place du Casino et en 1951 à l'avenue Monseigneur-De-Haerne.